# Plectris decipiens
Plectris decipiens är en skalbaggsart som beskrevs av Hermann Burmeister 1855. Plectris decipiens ingår i släktet Plectris och familjen Melolonthidae. Inga underarter finns listade i Catalogue of Life.